# هواگرد بالگردان

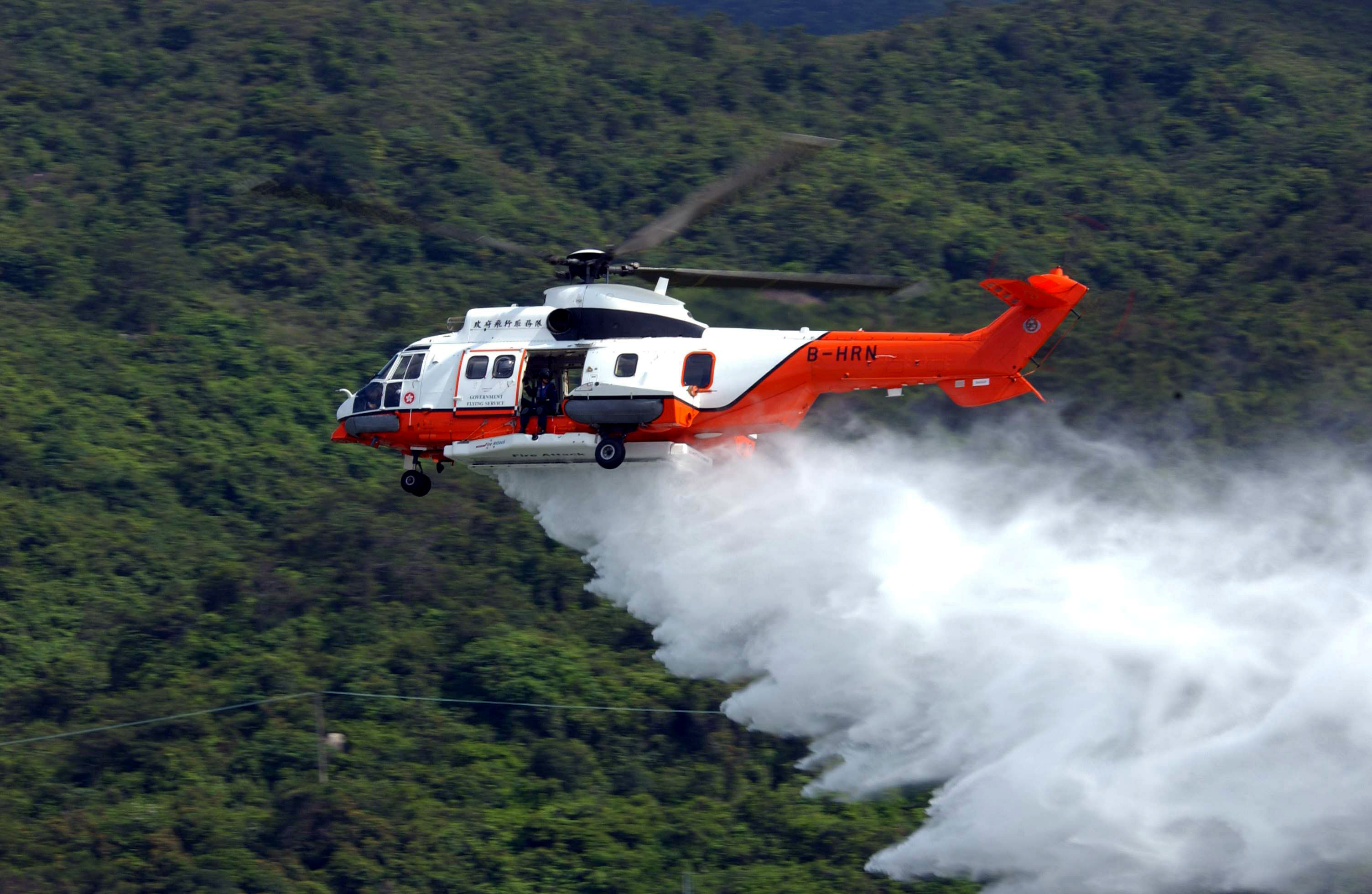
یک بالگرد (هواگرد بالگردان) دولت هنگ‌کنگ درحال نمایش بمب آبی

هواگرد بالگردان (به انگلیسی: Rotorcraft) رده‌ای از هواگردها است که بال آنان گردان است. به رده‌ای گفته می‌شود که هواگرد حداقل به‌وسیلهٔ نیروی یک پروانهٔ گردان از زمین بلند شود و پروانهٔ آن همواره بر روی حداقل یک محور گردش کند و هواگرد را در آسمان به‌صورت معلق نگهدارد. در مجموع تنها هواگردهایی در کلاس «بالگردان» جای می‌گیرد که گشتاور پروانهٔ اصلی‌شان، تمامی نیروی برآر برای پرواز را تأمین کند؛ به‌عبارت دیگر برخاستن از زمین نباید بوسیلهٔ بال ثابت و غلبه بر نیروی پسار ناشی از بال‌ها انجام شود بلکه باید به‌وسیلهٔ گردش دو یا چند تیغه صورت بگیرد. بالگردها، هواچرخ‌ها و جایرودین‌ها در این کلاس قرار می‌گیرند. همچنین بالگردهای آمیخته که از یک پروانهٔ اصلی و یک پروانهٔ کمکی بهره می‌برند نیز در این کلاس از هواگردها قرار دارند که برای نمونه بالگردهای آمیخته پیاسکی ۱۶-اچ و پیاسکی ایکس-۴۹ در کلاس «هواگردهای بالگردان» جای دارند. از شیوه‌های آرایش پروانه‌های بالگرد می‌توان به موارد زیر اشاره کرد.
- تک پروانه
- دو پروانه
  - پروانه‌های پشت سرهم
  - پروانه‌های عرضی
  - پروانه‌های هم‌محور
  - پروانه‌های تداخلی
- چندپروانه (بیش از دو پروانه دارد)
  - سه‌پروانه
  - چهارپروانه
  - بیشتر

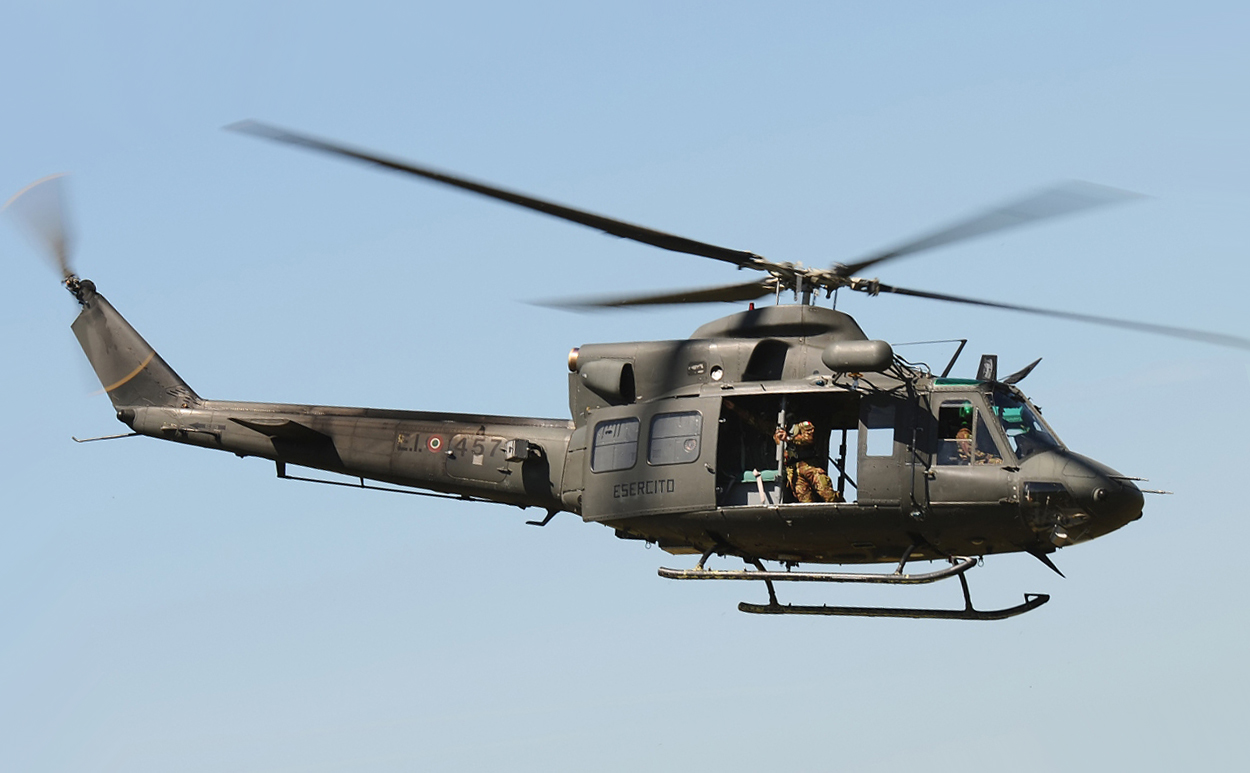
بل ۴۱۲ (نمونهٔ تک پروانه)
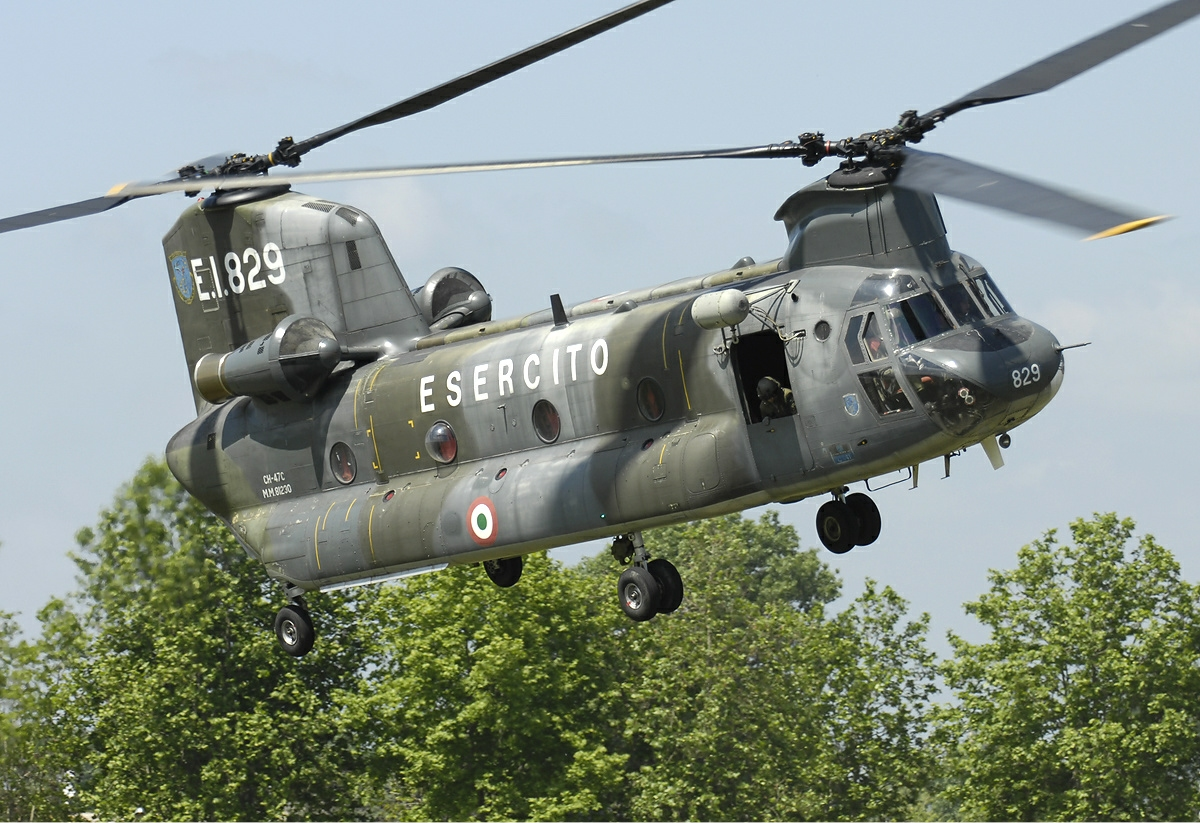
بوئینگ سی‌اچ-۴۷ شینوک (نمونهٔ دوپروانهٔ پشت سر هم)
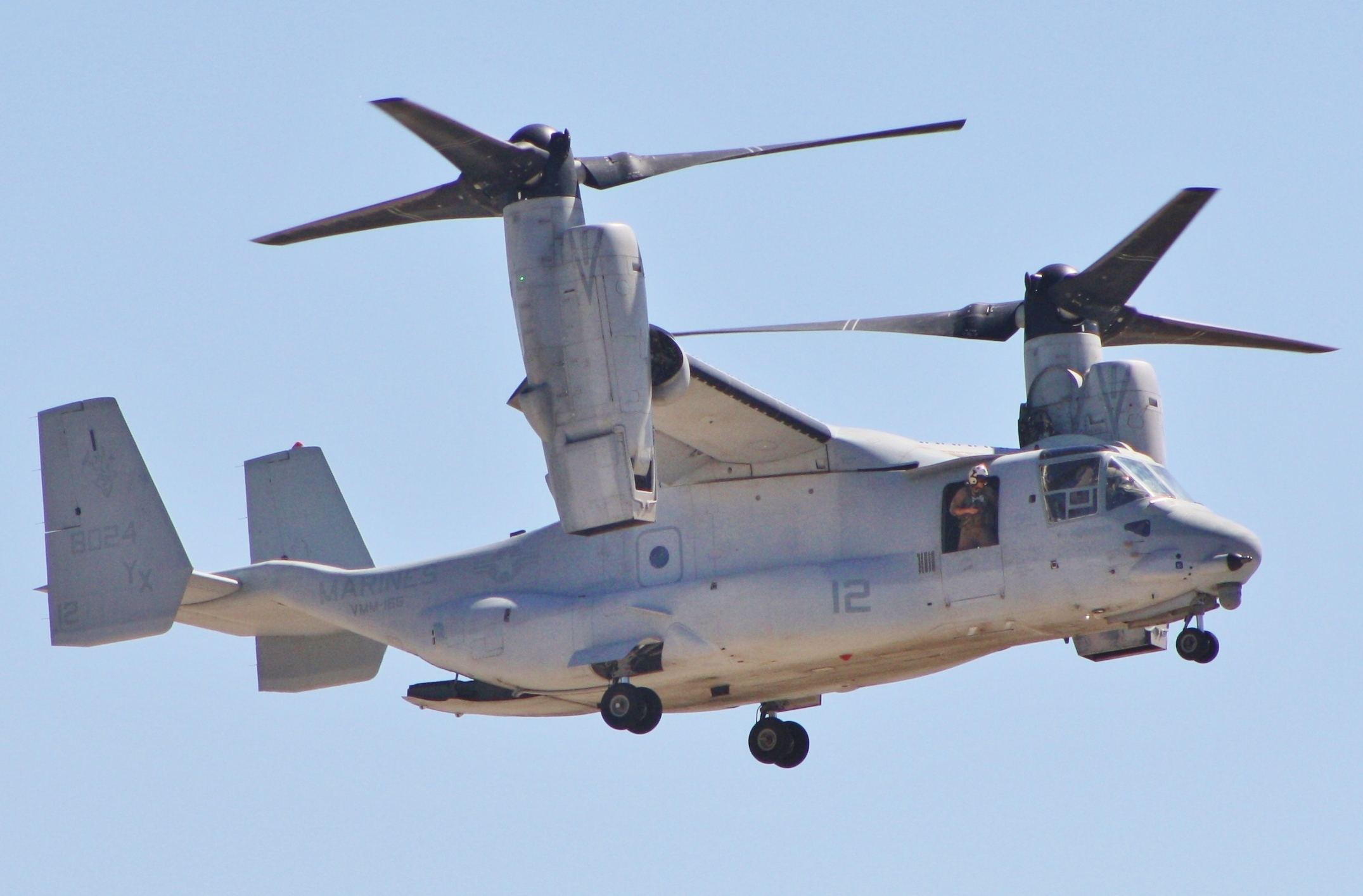
بل بوئینگ وی-۲۲ آسپری (نمونهٔ دو پروانهٔ عرضی)
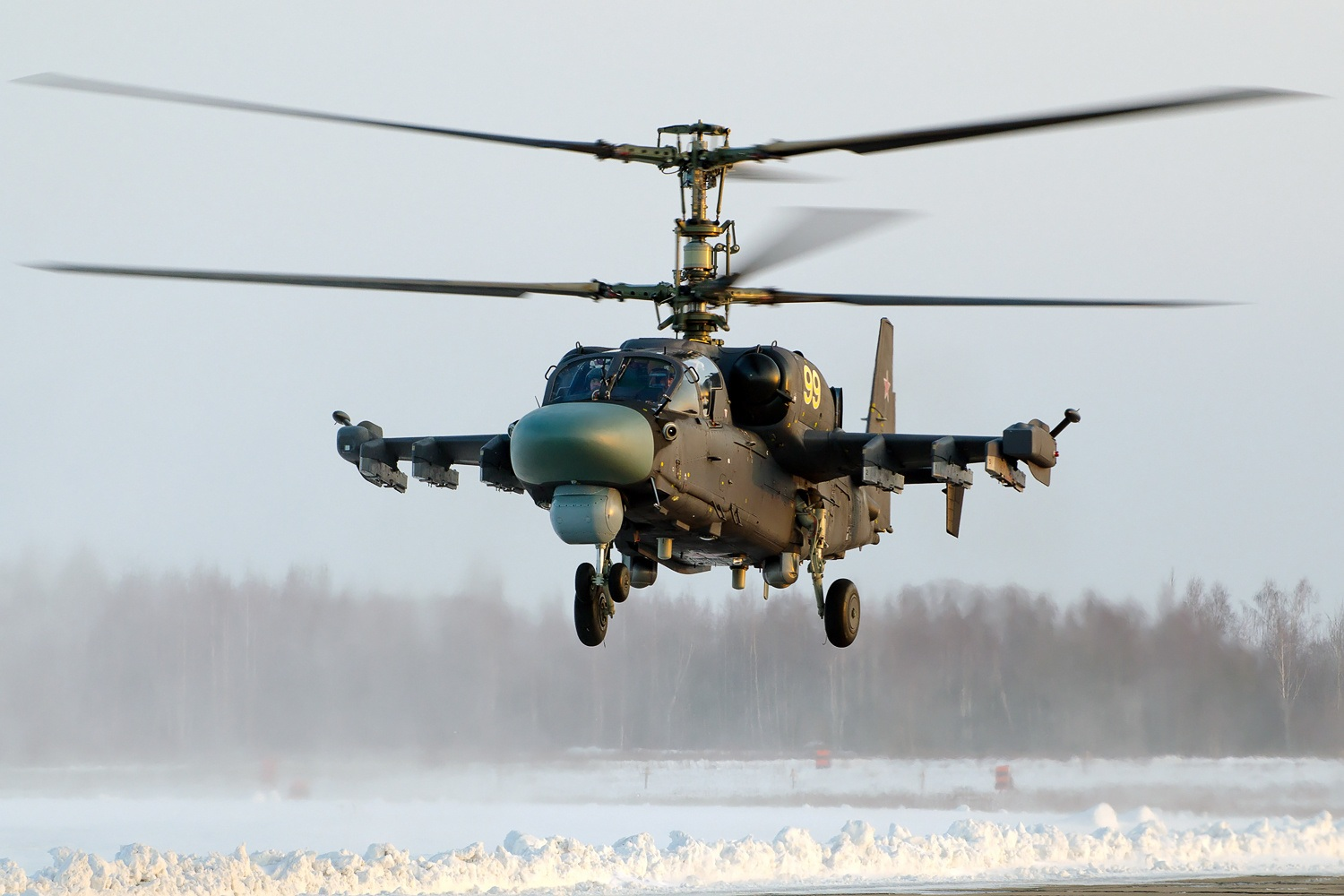
کاموف کا-۵۲ (نمونهٔ دو پروانهٔ هم‌محور)
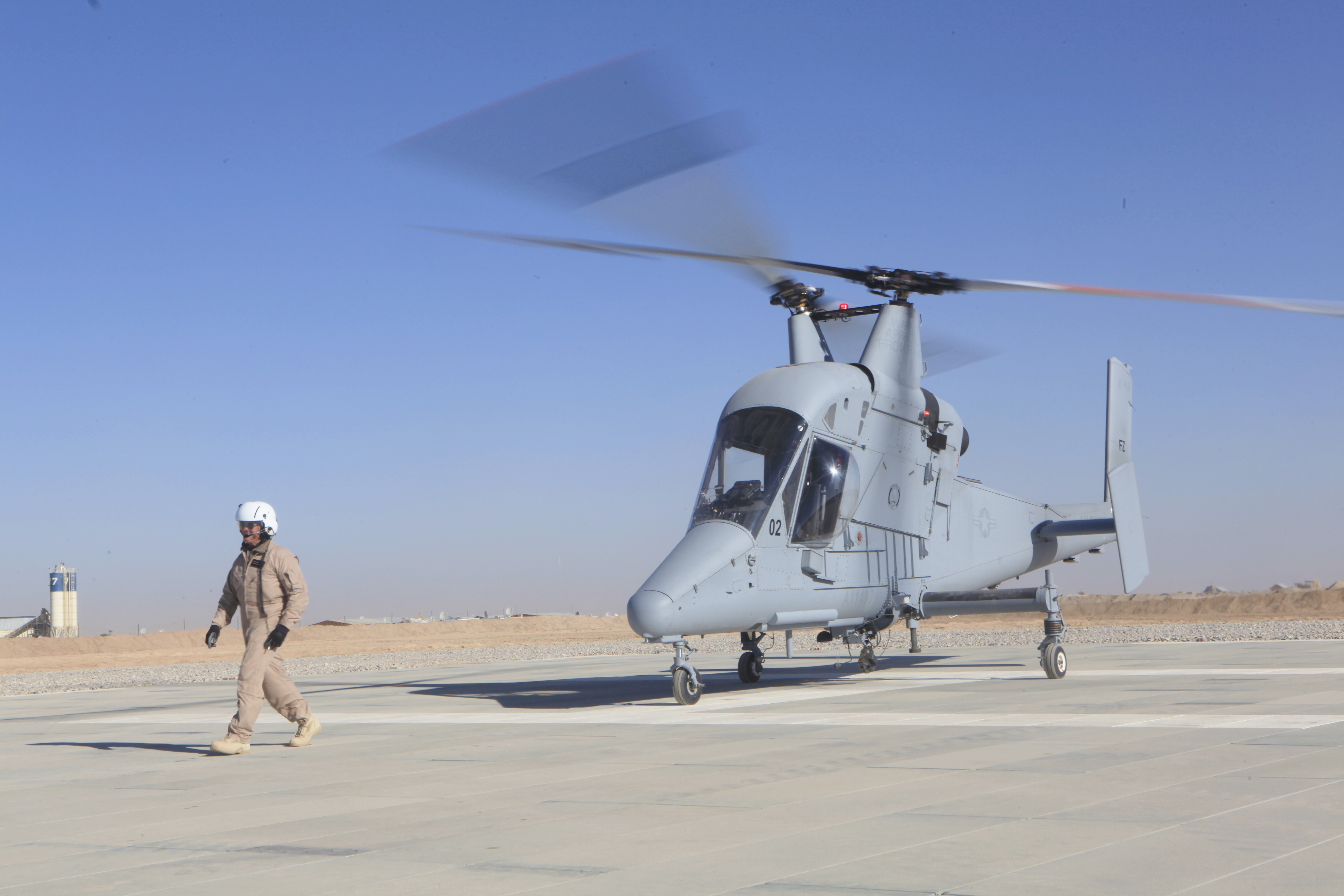
کامان کی-مکس (نمونهٔ دو پروانهٔ تداخلی)
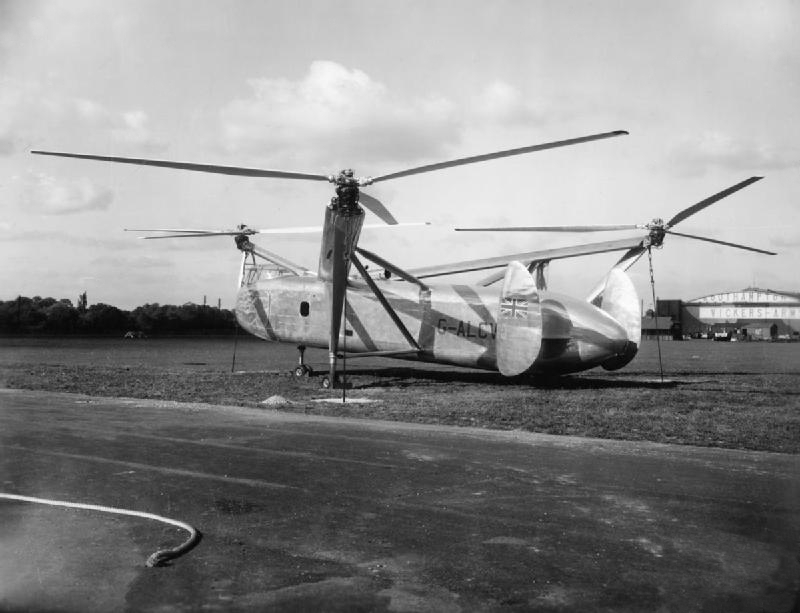
سییروا دابلیو-۱۱ (نمونهٔ سه پروانه)
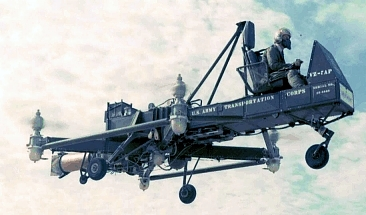
کورتیس-رایت وی‌زی-۷ (نمونهٔ چهار پروانه)
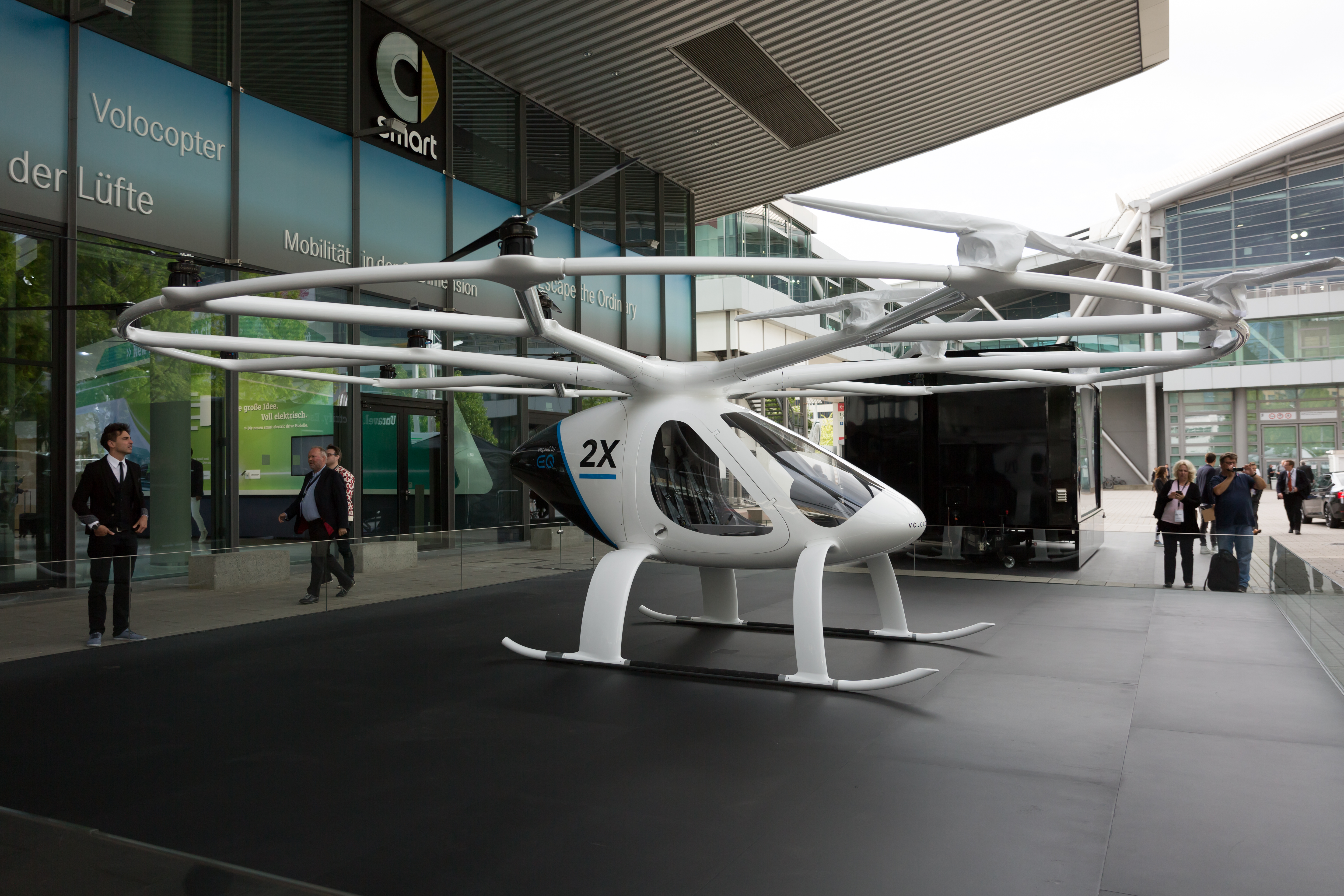
وولوکاپتر ۲-ایکس
(نمونهٔ چند پروانه)